# 蔡系周
蔡系周（1554年—？），字伯子，號思川，湖廣岳州府華容縣人，民籍，明朝政治人物。

## 生平
隆庆四年（1570年）庚午科湖廣鄉試第六十一名，萬曆八年（1580年）庚辰科會試第二十五名，登三甲第八名進士。大理寺觀政，本年授行人司行人，萬曆十三年（1585年）三月，选任浙江道試監察御史，十四年差巡按广西，十六年巡按浙江，十九年八月升陕西副使，二十一年二月因京察闲住。

## 家族
曾祖蔡玉實，曾任教諭；祖父蔡畀，庠生；父蔡以通，曾任歲貢生。母黃氏。